# Liste der Kulturdenkmäler in Zemmer
In der Liste der Kulturdenkmäler in Zemmer sind alle Kulturdenkmäler der rheinland-pfälzischen Ortsgemeinde Zemmer einschließlich der Ortsteile Daufenbach, Rodt und Schleidweiler aufgeführt. Grundlage ist die Denkmalliste des Landes Rheinland-Pfalz (Stand: 8. Februar 2023).

## Denkmalzonen
| Bezeichnung                               | Lage                                                                   | Baujahr | Beschreibung | Bild            |
| ----------------------------------------- | ---------------------------------------------------------------------- | ------- | --- | --------------- |
| Denkmalzone Rothaus und Haus Königseiffen | Zemmer, nördlich des Ortes Lage                                        | 1919    | Haus Königseiffen: Landhaus, Walmdachbau mit Eckturm, bezeichnet 1919; in einer Waldung Rothaus: dreiflügeliges Hofgut mit Quereinhaus (Mitte des 19. Jahrhunderts und 1903) samt gemeinsamer Einfriedungsmauer um 1920; bauliche Gesamtanlage | BW              |
| Denkmalzone Forsthäuser Mülchen           | Zemmer, südlich des Ortes auf der Grenze zur Schweicher Gemarkung Lage | um 1700 | Bereich der Schmelze und der drei Forsthäuser an beiden Hängen des oberen Quintbaches; Weiher und Reste der Eisenschmelze, ein um 1700 gegründetes Tochterwerk der Quinter Eisenhütte; zugehörig drei Forsthäuser (kurfürstliches Forsthaus 1786, in dessen Nachfolge preußische Revierförsterei von 1872, in der Nähe 1872 gräflich-kesselstadtsches Forsthaus 1813) | Fotos hochladen |

## Einzeldenkmäler
| Bezeichnung                                   | Lage                                                                     | Baujahr                    | Beschreibung | Bild                           |
| --------------------------------------------- | ------------------------------------------------------------------------ | -------------------------- | --- | ------------------------------ |
| Katholische Kapelle                           | Daufenbach, Bergstraße, gegenüber Nr. 8 Lage                             | 1734                       | kleiner Saalbau, 1734; Schaftkreuz, bezeichnet 1734 | BW                             |
| Bahnhof Daufenbach                            | Daufenbach, Deimlinger Straße 2 Lage                                     | 1871                       | Stationsgebäude der Eifelstrecke; kleiner Typenbau, Rotsandstein, 1871 | BW                             |
| Bildstock                                     | Daufenbach, nördlich des Ortes an der Gemarkungsgrenze zu Orenhofen Lage | 1777                       | Kreuzigungsbildstock, spätbarock, bezeichnet 1777 | BW                             |
| Wegekreuz                                     | Daufenbach, südlich des Ortes über dem Steilabfall zur Kyll Lage         | 1900                       | Pfeilerkreuz, bezeichnet 1900 | Fotos hochladen                |
| Katholische Filialkirche St. Michael          | Rodt, Glockenstraße 1 Lage                                               | 1818                       | kleiner nachbarocker Saalbau, bezeichnet 1818 | weitere Bilder Fotos hochladen |
| Wegekreuz                                     | Rodt, Trierer Straße, Ecke Mainzstraße Lage                              | 1693                       | Balkenkreuz, bezeichnet 1693 | Fotos hochladen                |
| Wegekreuz                                     | Rodt, östlich des Ortes am Waldrand Lage                                 | 1635                       | Balkenkreuz, 1635 (?) | weitere Bilder Fotos hochladen |
| Stationenweg und Kreuzkapelle                 | Schleidweiler, Kapellenstraße und nördlich des Ortes Lage                | um 1875                    | 14 Stationen, um 1875; neugotische Kapelle, bezeichnet 1884; Vorgängerbauten von 1729 und 1849. Die Kreuzkapelle befindet sich auf dem Bergrücken zwischen Schleidweiler und Orenhofen. Als Wallfahrtsstätte wird sie in ihrer Bedeutung neben Klausen/Eifel und Heiligenborn (Schweich) genannt. Das Patrozinium der Kapelle ist am 14. September, dem Fest der Kreuzerhöhung. Die Kapelle liegt am Fideier Höhenweg. | Fotos hochladen                |
| Hofanlage                                     | Schleidweiler, Kapellenstraße 15 Lage                                    | frühes 19. Jahrhundert     | Winkelhof; Quereinhaus, frühes 19. Jahrhundert, Wohnhaus 1885 | BW                             |
| Katholische Pfarrkirche St. Martin und Thekla | Schleidweiler, Zuckerberg 10 Lage                                        | 1751                       | barocker Saalbau, 1751, Erweiterung 1921/22; romanischer Chorflankenturm, 12. Jahrhundert; mit ummauertem Kirchhof (Kriegerdenkmal und Kreuzigungsgruppe, 1927) und gegenüber liegendem Pfarrhaus, Rodter Straße 3 (1751, Kreuzigungsbildstock, 18. Jahrhundert) mit anschließendem Herrengarten | weitere Bilder Fotos hochladen |
| Fürstenkreuz                                  | Schleidweiler, westlich des Ortes auf der Feldflur des Höhenrückens Lage | 1651                       | Schaftkreuz, bezeichnet 1651 | weitere Bilder Fotos hochladen |
| Wegekreuz                                     | Zemmer, Am Schießberg, Ecke Schönfelder Straße Lage                      | 1829                       | nachbarockes Schaftkreuz, bezeichnet 1829 | Fotos hochladen                |
| Quereinhaus                                   | Zemmer, Im Dicken Ecken 10 Lage                                          | 1812                       | Quereinhaus, bezeichnet 1812 | BW                             |
| Pfarrhaus                                     | Zemmer, Schleidweilerstraße 28 Lage                                      | 1902                       | villenartiger Sandsteinbau mit Krüppelwalmdach, 1902 | Fotos hochladen                |
| Katholische Pfarrkirche St. Remigius          | Zemmer, Schleidweilerstraße 28a Lage                                     | 1908/09                    | neugotische zweischiffige Hallenkirche, 1908/09, Architekt Peter Marx, Trier; zugehörig Vorplatz mit Kriegerdenkmal, 1922, ummauerter Kirchhof | weitere Bilder Fotos hochladen |
| Wegekreuz                                     | Zemmer, Waldstraße, bei Nr. 1 Lage                                       | 1702                       | Balkenkreuz, bezeichnet 1702 | Fotos hochladen                |
| Schulhaus                                     | Zemmer, Waldstraße 7 Lage                                                | 1952                       | langgestreckter sandsteingegliederter Walmdachbau, 1952 | BW                             |
| Rothaus                                       | Zemmer, nördlich des Ortes an der L 143 Lage                             | Mitte des 19. Jahrhunderts | Quereinhaus, Mitte des 19. Jahrhunderts, Ausbau 1903, Instandsetzung 1939 | BW                             |
| Wegekreuz                                     | Zemmer, nördlich des Ortes am Schönfelderhof Lage                        | 1945                       | Pfeilerkreuz, bezeichnet 1945 | Fotos hochladen                |
| Hochgerichtskreuz                             | Zemmer, nordwestlich des Ortes an der L 2 Lage                           | 1606                       | Pfeilerkreuz, bezeichnet 1606, Erneuerung bezeichnet 1833 | weitere Bilder Fotos hochladen |
| Wackischkreuz                                 | Zemmer, südlich des Ortes an der Anhöhe Lage                             | 1635                       | Pfeilerkreuz, bezeichnet 1635 | weitere Bilder Fotos hochladen |
| Gedenkstein                                   | Zemmer, westlich des Ortes an der L 43 Lage                              | 1923                       | Stelenkreuz, bezeichnet 1923 | Fotos hochladen                |